# Andermatt Swiss Alps
Die Andermatt Swiss Alps AG mit Sitz in Andermatt beschäftigt sich mit der Entwicklung, Planung und dem Bau von Immobilien im Dorfteil Andermatt Reuss. Zur Firma gehören die Hotels The Chedi Andermatt und das Radisson Blu Hotel Reussen, der 18-Loch-Golfplatz Andermatt und die Konzerthalle. 40 % der Andermatt-Sedrun Sport AG (SkiArena Andermatt-Sedrun, Schweizer Schneesportschule Andermatt, Sportshop, Restaurants) sind im Besitz der Andermatt Swiss Alps AG.
Die Andermatt Swiss Alps AG gehört zu 51 % Samih O. Sawiris, 49 % hält die Orascom Development Holding, die ebenfalls zu grossen Teilen Samih O. Sawiris gehört. Bis Ende 2022 investierte die Andermatt Swiss Alps AG rund 1,4 Milliarden Schweizer Franken.
2022 schrieb die Andermatt Swiss Alps erstmals schwarze Zahlen.

## Geschichte
Nach der Schliessung der Gotthard-Festung und der damit verbundenen Reduzierung der Aktivitäten der Schweizer Armee in Andermatt befand sich das Bergdorf in einer Krise.
Samih O. Sawiris, ägyptischer Unternehmer und Tourismusentwickler, wurde 2005 als Berater nach Andermatt eingeladen, veranlasst durch den Kontakt zwischen dem Urner Sicherheitsdirektor Josef Dittli und dem ehemaligen Schweizer Botschafter in Kairo, Raimund Kunz. Als Sawiris die Region sah, entschied er sich dafür, mit seiner Orascom Development Holding selbst ein touristisches Projekt zu präsentieren. Im Dezember 2005 informierte er die Bevölkerung von Andermatt und des Urserentals über das Projekt. Diesem stimmten Ende März 2007 die Andermatter mit 96 % Ja-Stimmen zu. Die Schweizer Armee verkaufte daraufhin fast alle militärisch genutzten Flächen, auf denen dann der Dorfteil Andermatt Reuss mit Apartmenthäusern, Hotels und Villen entstand. Für die Gestaltung des Masterplans wurde ein internationaler Architektenwettbewerb ausgeschrieben. Als besonderes Projekt in diesem Umfang und aufgrund seiner nationaler Bedeutung wurde es im Jahr 2007 vom Bundesrat von der Lex Koller befreit. 2008 genehmigte der Bundesrat den Quartiergestaltungsplan. Im Jahr 2009 erfolgte der Spatenstich für das 5-Sterne-Deluxe-Hotel The Chedi Andermatt, die Basisinfrastruktur, auf dem die Mehrfamilienhäuser zu stehen kommen sollten, und den 18-Loch-Golfplatz. Im Dezember 2013, wurde das 5-Sterne-Deluxe-Hotel eröffnet, es erhielt diverse Auszeichnungen, unter anderem war es das Gault-Millau «Hotel des Jahres 2017» und wiederholt bestes Winterhotel der Schweiz.
Im Juli 2014 erklärte das Bundesamt für Verkehr die Plangenehmigung für das Projekt der Andermatt-Sedrun Sport AG für rechtskräftig. Im Dezember 2018 wurde die Skigebietsverbindung fertiggestellt. Seitdem verbinden zwei Gondelbahnen und drei Sesselbahnen Andermatt mit dem Oberalppass. Von diesem aus erstreckt sich das Skigebiet weiter bis nach Sedrun. In diesen Ausbau wurden über 150 Millionen Schweizer Franken investiert.
2018 eröffnete das zweite «Radisson Blu Reussen» mit den «Gotthard Residences» und einem öffentlichen Hallenbad.
Mit der Gondelbahn Cuolm da Vi wurde im April 2019 die Lücke nach Disentis geschlossen. Diese Investition kam auf rund 25 Millionen Schweizer Franken.
Im Juni 2019 eröffnete mit der Andermatt Konzerthalle der erste Konzertsaal in den Alpen, der über Aussenfenster verfügt. Erbaut wurde die mehrfach preisgekrönte Halle von der Architektin Christina Seilern. Hauptveranstalter ist Andermatt Music unter der Intendantin Lena-Lisa Wüstendörfer.
Im Februar 2021 wurde die Befreiung von der Bewilligungspflicht (Lex Koller) bis 2040 verlängert.
Ende 2022 waren 19 Mehrfamilienhäuser in Betrieb und mehrere in Bau und Planung. Von den 655 Wohnungen waren 650 verkauft. Weitere 20'000 m2 des Infrastruktursockels wurden erstellt, um Häuser und Hotels zu bauen. Insgesamt waren 42 Mehrfamilienhäuser, 6 Hotels im 4- und 5-Sterne Bereich und mehrere Villen geplant.

## Objekte

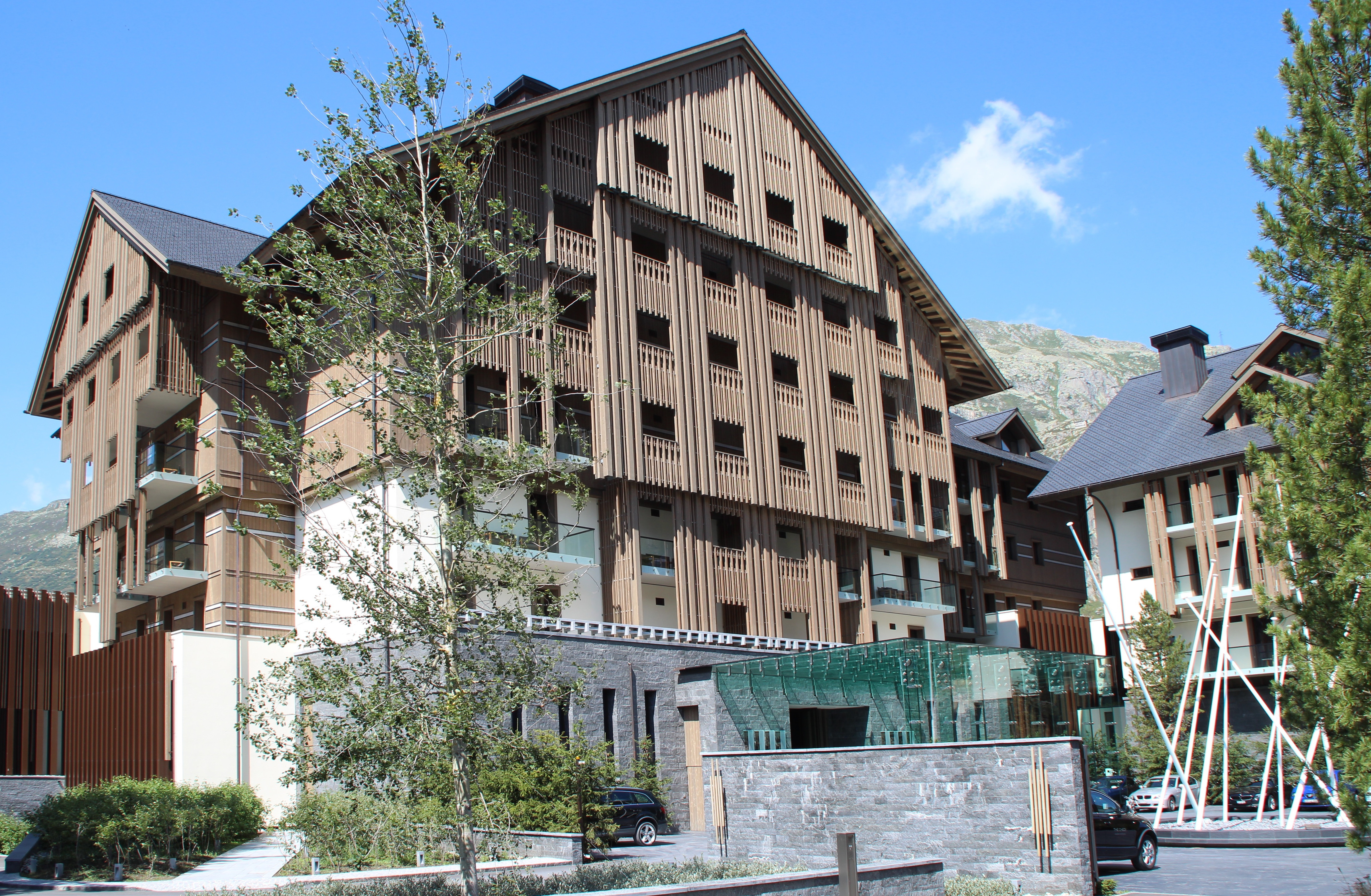
The Chedi Andermatt

Der Dorfteil Andermatt Reuss ist autofrei, denn die 42 Apartmenthäuser und fünf Hotels befinden sich auf einem Infrastruktursockel, der neben den Tiefgaragen die Technik der Gebäude enthält. Der Infrastruktursockel steht auf Pfählen, die bis zu 30 Meter tief in den Untergrund gebohrt worden sind. Um neue Häuser erstellen zu können, wird dieser Sockel weiter ausgebaut.
Das Hotel The Chedi Andermatt steht auf der gegenüberliegenden Seite des Bahnhofs Andermatt. Das 4-Sterne-Hotel Radisson Blu Reussen mit den Gotthard Residences (Wohnungen mit Hotelservice) befindet sich in Andermatt Reuss an der Piazza Gottardo.

## Golfplatz
Der Andermatt Golf Course erstreckt sich über 1,3 Quadratkilometer, offiziell wurde er 2016 eröffnet. Der nach Angaben der Fachpresse «schottisch anmutende» Platz ist über 6 Kilometer lang und entspricht internationalen Turnierstandards. Konzipiert wurde die Anlage vom Architekten Kurt Rossknecht.
Der Golfplatz hat bereits einige Awards gewonnen, z. B. die Auszeichnung Swisstainable leading, das höchste Label, das von Schweiz Tourismus für nachhaltigen Tourismus vergeben wird. Als einer der ersten Golfplätze der Schweiz erhielt er die GEO-Zertifizierung.

## Nachhaltigkeit
Die bauliche Tätigkeit der Andermatt Swiss Alps AG untersteht einem externen Umweltmonitoring durch das Unternehmen Basler und Hofmann. Dieses kommt zum Schluss, dass alle Baustellen von Andermatt Reuss die geforderten umwelttechnischen Standards erfüllen. Die Naturschutzflächen auf dem Golfplatz sowie die einem verbesserten Hochwasserschutz dienenden Gewässerräume der Reuss und Unteralpreuss sind ökologisch gestaltet. Andermatt Swiss Alps erhielt die Auszeichnung Swisstainable engaged, das zweithöchste Label, das von Schweiz Tourismus für nachhaltigen Tourismus vergeben wird. Mit der Kampagne «Andermatt Responsible» optimiert die Andermatt Swiss Alps ihren CO2-Abdruck kontinuierlich. Bereits heute ist der Strom im ganzen Urserntal 100 % klimaneutral und geheizt werden die dem Minergie-Standard entsprechenden Bauten der Andermatt Swiss Alps durch das Heizwerk Göschenen. 2023 publizierte die Andermatt Swiss Alps AG erneut einen Nachhaltigkeitsbericht über die ganze Gruppe.

## Zahlen und Studien
2021 wurden über ein Drittel mehr Wohnungen verkauft als im Vorjahr. Andermatt gilt laut Tourismusexperte Martin Barth als vielversprechende Destination. Auch international kann es sich mit anderen Destinationen weltweit messen.
2021 wurde eine Langzeitstudie der Hochschule Luzern über die Entwicklung von Andermatt publiziert. Seit 2009 wurden die Auswirkungen des Tourismusresorts untersucht. Soziokulturelle Auswirkungen wurden dabei durch die Hochschule Luzern – Soziale Arbeit erforscht, ausgewählte sozioökonomische Aspekte durch die Hochschule Luzern – Wirtschaft.
Nach dem Verkauf 2022 der Andermatt-Sedrun Sport AG an Vail Resorts wurde die Befürchtung über steigende Preise insbesondere für Tageskarten geäussert. Die NZZ äusserte Wettbewerbsbedenken aufgrund der marktbeherrschenden Stellung der weltweit gültigen Saisonkarte von Vail Resorts, deren Gewinn bei 0,33 Mrd. US-Dollar, aus einem Umsatz von 2,5 Mrd. lag.

## Eigentümerstruktur Skigebiet Andermatt+Sedrun+Disentis

Logo

Betreiberin und Besitzerin des Skigebiets Andermatt-Sedrun ist die Andermatt-Sedrun Sport AG (ASS), sie gehört zu 40 % der Andermatt Swiss Alps AG (ASA), weitere 55 % kaufte Vail Resorts 2022 für 149 Mio. Franken, die restlichen 5 % gehören einer Gruppe der bisherigen Anteilseigner.
- Die Andermatt-Sedrun Sport AG verband und modernisierte zwischen 2015 und 2018 die Skigebiete Andermatt und Sedrun. Durch den operativen Zusammenschluss mit Disentis auf die Wintersaison 2018/19 entstand das Skigebiet Andermatt+Sedrun+Disentis[49].

- Vail Resorts ist mit 55.000 Mitarbeitern und über 40 Skigebieten in den USA, Kanada und Australien der weltweit grösste Betreiber von Wintersportgebieten.[50] Die Aktiengesellschaft wird an der New Yorker Börse unter dem Kürzel MTN geführt.